# Compuestos orgánicos persistentes
Los contaminantes orgánicos persistentes (COPs) son un conjunto de compuestos químicos que resisten en grado variable la degradación fotoquímica, química y bioquímica; lo que causa que su vida media sea elevada en el ambiente.
Aunque existen COPs de origen natural, la mayoría de ellos son xenobióticos. Los plaguicidas (insecticidas, fungicidas, nematicidas, herbicidas), los policlorobifenilos (PCBs), dioxinas y furanos forman parte de los compuestos orgánicos persistentes (COPs).
Debido a sus características fisicoquímicas, los COPs se han identificado en todos los compartimientos ambientales (agua, lluvia, nieve, aire, sedimento y suelos), en todas las zonas del mundo incluyendo aquellas que son muy remotas del sitio de su liberación ambiental. Al igual que se han encontrado en todo tipo de especies desde plancton hasta animales polares; estos se bioacumulan en numerosas especies y se biomagnifican a través de todas las redes tróficas del planeta. 
Los seres humanos no están exentos de esto ya que se han encontrado en tejidos de personas que habitan en lugares donde no hay ni ha habido fuentes de estas sustancias. La preocupación mundial sobre estos contaminantes se debe a su persistencia y su movilidad ambiental, sus concentraciones en el ambiente que no disminuirán a corto plazo, aunque cesen las actividades y el uso de estos. 

## Antecedentes históricos
El DDT, primer COP detectado en el ambiente en 1960, fue usado como un insecticida durante la segunda Guerra mundial, salvando a miles de personas de la muerte por malaria. Sin embargo, junto con otros pesticidas clorados, tal como el dieldrín, fue encontrado presente en huevos de pájaros, pez, sedimentos y leche humana. Más tarde los policloruros de bifenilo, usados en una variedad de aplicaciones industriales, fueron también detectados en las mismas matrices ambientales así como en los seres humanos. Rachel Carson en su libro "La primavera silenciosa",  describió por primera vez que la disminución en las poblaciones de aves, se debía al uso indiscriminado de plaguicidas sintéticos. Posteriormente numerosos estudios demostraron que los plaguicidas organoclorados, en particular el DDT, se biomagnifican a lo largo de las cadenas tróficas y causa daños graves en los organismos situados en los niveles superiores de ellas, como las aves de presas y los mamíferos marinos, aunque las concentraciones ambientales de estos compuestos en el ambiente fueran muy bajas. Fue así como en la década de 1980, la producción y el uso de la mayoría de estos fue prohibida.
Por otra parte hubo varios casos de intoxicación agudo por el mal manejo de los COPs, así como la contaminación accidental de alimentos y con accidentes industriales. Uno de los primeros fue la intoxicación crónica que ocurrió en Turquía en 1960-63, a causa de la contaminación de alimentos con hexaclorobenceno. Este accidente causó la muerte de un 90% de los afectados y una alta tasa de cirrosis hepática, porfiria y trastornos urinarios, artríticos y neurológicos.
Entre 1962 y 1971 cerca de 75 millones de herbicidas fueron lanzados sobre territorio vietnamita desde los aviones norteamericanos para despejar los bosques y facilitar así los bombardeos de la población. Entre los productos que cayeron desde el cielo se encontraba el agente naranja, uno de los pesticidas más famosos de aquella guerra y que más repercusiones ha traído desde entonces para la salud de los combatientes de ambos bandos.
En 1976 el accidente de Seveso en Italia hizo al mundo consciente de la toxicidad extrema, involuntariamente generada por un COP, nombrado 2,3,7,8-tetraclorodibenzo-p-dioxina, que posteriormente dio lugar a toda una familia entera de dioxinas como COPs, incluyendo la adición del policlorodibenzo-p- dioxinas (PCDDs), policlorodibenzofuranos(PCDFs), y PCBs específicos.  Durante el periodo de las décadas de 1960 y 1990, químicos analíticos continuaron desarrollando y mejorando el análisis de plaguicidas clorados, PCBs, PCDDs y PCDFs. La cromatografía de gas fue el método de elección para separar estos compuestos semi-volátiles.  Debido a su alta sensibilidad para los halógenos, se utilizó inicialmente el detector de captura de electrones (ECD), pero fue reemplazado gradualmente por los detectores de espectrometría de masas de baja resolución y alta resolución, que siguen mejorando cada día más en los aspectos de sensibilidad y selectividad.

## Características químicas y fisicoquímicas de los COPs

### Fisicoquímicas
Además de la persistencia, las propiedades fisicoquímicas de mayor importancia para el comportamiento ambiental de los COPs son la solubilidad en agua, la presión de vapor, la constante de la ley de Henry (H), el coeficiente de partición octanol-agua (Kow) y el coeficiente de partición de carbono orgánico-agua (Koc). Estas propiedades varían de manera muy amplia, dependiendo de la naturaleza de las moléculas. Existen compuestos orgánicos clorados de persistencia y toxicidad bajas y escasa movilidad ambiental, que es poco probable que representen un riesgo para el ambiente o la salud humana, así como también los hay de baja solubilidad en agua, muy soluble en lípidos y de presión de vapor relativamente alta a las temperaturas ambientales más comunes, por lo que típicamente son semi-volátiles, lo que les confiere la movilidad ambiental que los caracteriza. Este grupo de compuestos son los de mayor peligrosidad e interés desde el punto de vista ambiental y de salud por riesgo que presentan y a ellos se refiere específicamente la abreviatura COP.
Otras propiedades importantes de los COPs son las siguientes:
Persistencia: Son muy estables a los distintos tipos de degradaciones posibles, lo que supone una larga vida de los mismos en el medio.
Movilidad ambiental: Se debe fundamentalmente, a la volatilidad parcial de los COPs, en conjunto con su persistencia. Algunas de las propiedades fisicoquímicas de los COPs, en particular, la presión de vapor, la solubilidad en agua, y por lo tanto, la constante de la ley de Henry, dependen de la temperatura, por lo que, en gran medida, el movimiento ambiental de los COP también depende de ella. Estos compuestos pueden participar en una serie de volatilizaciones y depósitos consecutivos que les permiten transportarse con los vientos y pasar de un ecosistema a otro a grandes distancias, y contaminar desde el ámbito local, hasta el global.
Lipofilicidad: Los COPs son más solubles en grasas (lipofilicos) que en soluciones acuosas; de hecho, la mayoría son hidrofóbicos. La lipofilicidad es característica de los hidrocarburos halogenados con pesos moleculares mayores de 236 g/mol y es justamente una de las propiedades de los COPs que origina los problemas ambientales y de salud más importantes. A causa de ella aumenta la biodisponibilidad de la sustancia, pues ésta tiene una mayor tendencia a asociarse con la materia viva que con el medio que la rodea, por lo que, una vez que han entrado al ambiente, los COPs tienden a bioconcentrarse en los seres vivos.
Bioacumulación y biomagnificación: A causa de la lipofilicidad de estas sustancias, en conjunto con su resistencia a la degradación bioquímica (biotransformación) y su lenta excreción, los COPs tienden a bioacumularse en los organismos a través del tiempo y, posteriormente, a biomagnificarse y movilizarse a través de las redes tróficas, hasta alcanzar concentraciones elevadas en los niveles tróficos superiores.
La capacidad de bioacumulación y biomagnificación de un producto está en relación directa con su persistencia.
Biodisponibilidad: La concentración total de una sustancia que está disponible para su absorción por un organismo depende de las propiedades fisicoquímicas del compuesto, las condiciones del ambiente y las características morfológicas, bioquímicas y fisiológicas del organismo. En el caso de los COPs, el factor determinante de la biodisponibilidad son la persistencia y lipofilicidad, las cuales contribuyen a que dichas sustancias sean muy biodisponibles.

### Químicas
Los COPs pertenecen a dos subgrupos: los hidrocarburos policíclicos y los halogenados. En este último grupo, la mayoría contienen uno o más átomos de halógenos unidos a unos átomos de carbono. El halógeno puede ser cloro o bromo, pero por lo común en los COPs predomina el cloro. A causa de la baja polaridad y la estabilidad de los enlace carbono-halógeno, estos compuestos son pocos reactivos y resistentes a la degradación biológica y fotoquímica, algunas propiedades dependen de las estructuras de las moléculas y de la naturaleza de sus átomos que la forman. En general, los compuestos clorados son más estables y por lo tanto más persistentes que los alifáticos clorados, por lo que la mayoría de los COPs son aromáticos. se acepta que, a mayor número de átomo halógeno en la molécula, la liposolubilidad, la tendencia a la bioacumulación y la estabilidad en las moléculas también son mayores. En paticular, la estabilidad ha sido la base de muchos de usos de los COPs pero, al mismo tiempo, es la causa de que se resistan a la degradación de todo tipo y de que su vida en el ambiente sea elevada.

### Bifenilos policlorados (PCB)

Estructura molecular del PCBs.